# كيم سيونج جيو
كيم سيونج جيو (بالكورية: 김승규) (و. 30 سبتمبر 1990  م) هو لاعب كرة قدم، من كوريا الجنوبية، ولد في أولسان، شارك في دورة الألعاب الآسيوية 2014، وكأس العالم لكرة القدم 2014، وكأس آسيا 2015، يلعب كحارس مرمى في نادي الشباب السعودي. هو نادي السد القطري

## الإنجازات
أولسان هيونداي
- كأس الرابطة الكورية : 2011
- دوري أبطال آسيا : 2012

### مع المنتخب
كوريا الجنوبية تحت 23 سنة
- دورة الألعاب الآسيوية : 2014

 كوريا الجنوبية
- كأس آسيا المركز الثاني : 2015
- كأس شرق آسيا لكرة القدم : 2015، 2019

فردية
- أفضل حارس في بطولة كأس شرق آسيا لكرة القدم 2019
- الدوري القطري
- كاس الشيخ جاسم

## روابط خارجية
- كيم سيونج جيو على موقع الاتحاد الدولي (مؤرشف)  (الإنجليزية)
- كيم سيونج جيو على موقع رابطة كرة القدم اليابانية للمحترفين (اليابانية)
- كيم سيونج جيو على موقع دوري كوريا الجنوبية (الإنجليزية)
- كيم سيونج جيو على موقع إي إس بي إن إف سي (الإنجليزية)
- كيم سيونج جيو على موقع قاعدة بيانات كرة القدم.إي يو (الإنجليزية)
- كيم سيونج جيو على موقع ناشيونال فوتبول تيمز (الإنجليزية)
- كيم سيونج جيو على موقع Soccerbase.com (لاعب) (الإنجليزية)
- كيم سيونج جيو على موقع Soccerway.com (الإنجليزية)
- كيم سيونج جيو على موقع عالم كرة القدم.نت (الإنجليزية)
- كيم سيونج جيو على موقع AS.com (الإسبانية)